# Shinji Kobayashi
Shinji Kobayashi (小林 伸二, Kobayashi Shinji) est un footballeur japonais né le 24 août 1960, reconverti entraîneur. Au cours de sa carrière de joueur, il évoluait au poste d'attaquant.

## Palmarès

### Joueur
- Finaliste de la Coupe du Japon en 1987 avec le Mazda SC

### Entraîneur
- Champion de J-League 2 en 2002 avec l'Oita Trinita
- Vice-champion de J-League 2 en 2008 avec le Montedio Yamagata